# Большерудкинский сельсовет
Большерудкинский сельсовет — сельское поселение в Шарангском районе Нижегородской области.
Административный центр — село Большая Рудка.

## История
Статус и границы сельского поселения установлены Законом Нижегородской области от 15 июня 2004 года № 60-З «О наделении муниципальных образований — городов, рабочих посёлков и сельсоветов Нижегородской области статусом городского, сельского поселения».
Законом Нижегородской области от 28 августа 2009 года № 160-З сельские поселения Большерудкинский сельсовет, Кугланурский сельсовет и Пестовский сельсовет были преобразованы, путём их объединения, в сельское поселение Большерудкинский сельсовет.

## Население
| 2002  | 2010  | 2012  | 2013  | 2014  | 2015  | 2016  |
| ----- | ----- | ----- | ----- | ----- | ----- | ----- |
| 1508  | ↘1172 | ↘1165 | ↘1138 | ↘1101 | ↘1080 | ↘1064 |
| 2017  | 2018  | 2019  | 2020  | 2021  |       |       |
| ↘1046 | ↘1013 | ↘991  | ↘963  | ↘934  |       |       |

## Состав сельского поселения
| №  | Населённый пункт | Тип населённого пункта       | Население |
| -- | ---------------- | ---------------------------- | --------- |
| 1  | Большая Рудка    | село, административный центр | ↘603      |
| 2  | Глубоково        | деревня                      | ↘25       |
| 3  | Глушково         | деревня                      | ↘0        |
| 4  | Загуляево        | деревня                      | ↘22       |
| 5  | Зыково           | деревня                      | ↘37       |
| 6  | Ивановские       | деревня                      | →0        |
| 7  | Клюжево          | деревня                      | ↘2        |
| 8  | Кугланур         | село                         | ↘140      |
| 9  | Куракино         | деревня                      | ↘0        |
| 10 | Никольские       | деревня                      | ↘4        |
| 11 | Перчеваж         | деревня                      | ↘71       |
| 12 | Пестово          | деревня                      | ↘263      |
| 13 | Рудаково         | деревня                      | ↘4        |
| 14 | Рудомучакш       | деревня                      | ↘0        |
| 15 | Селезни          | деревня                      | ↘0        |
| 16 | Смирново         | деревня                      | ↘0        |
| 17 | Старостино       | деревня                      | ↘1        |